# Herrerasaurus

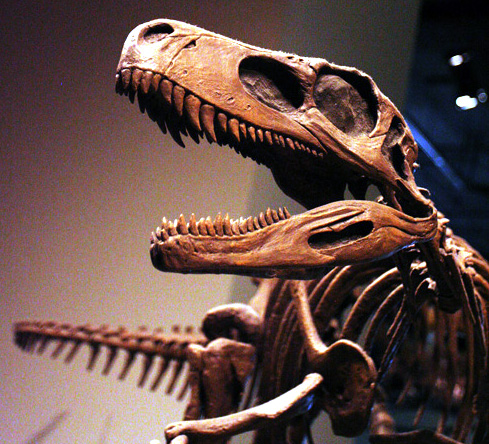
A Herrerasaurus kiállított csontváza a chicagói Field Múzeumban

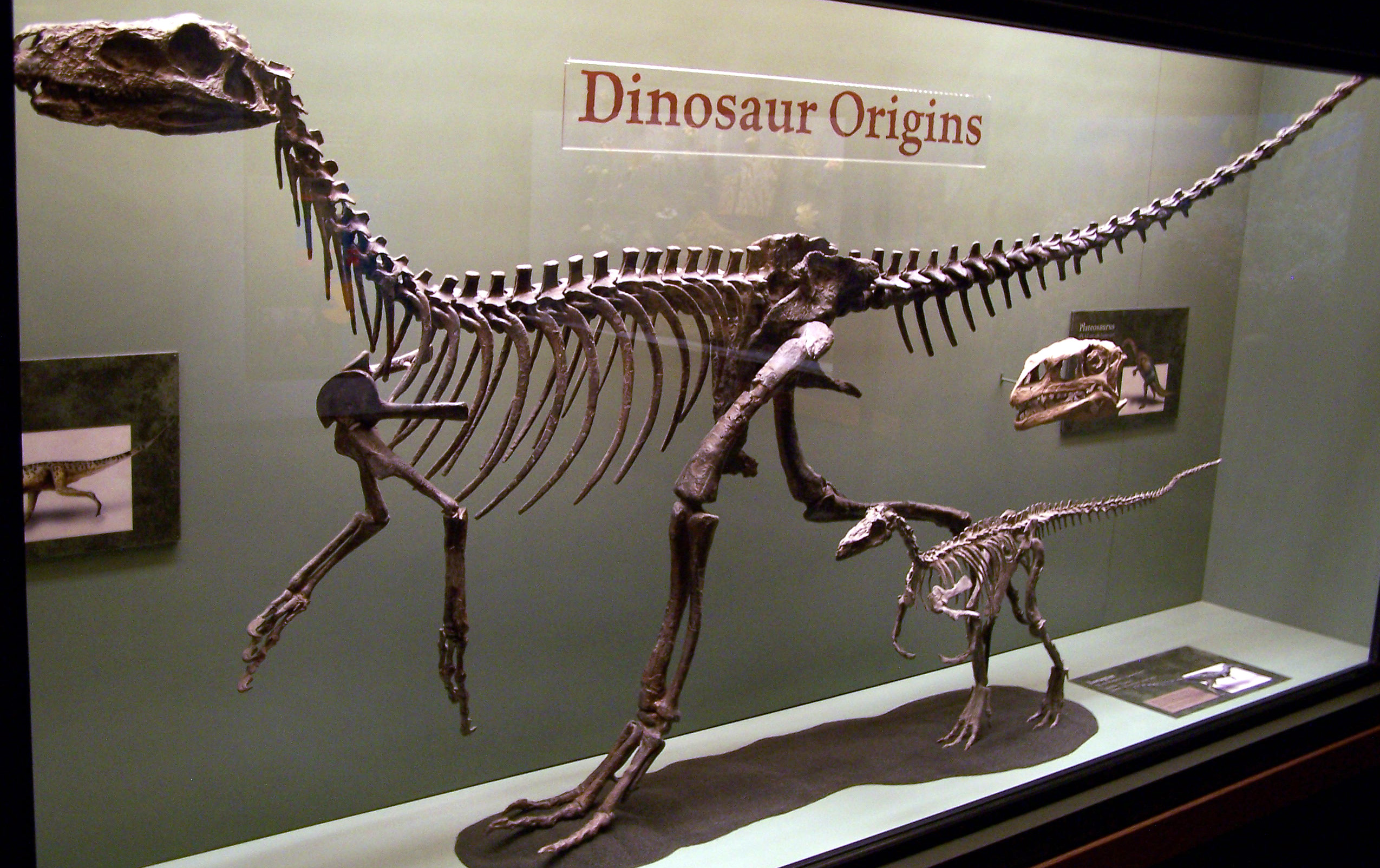
Egy kisebb Eoraptor csontváz és a Plateosaurus koponyája mellett kiállított Herrerasaurus

A Herrerasaurus (jelentése Herrera gyíkja, az állat első fosszíliáját felfedező gazdálkodóra utalva) az egyik legkorábbi dinoszaurusz. E közepes méretű, két lábon járó húsevő minden ismert példányát a késő triász kor (a kora karni korszak) körülbelül 228 millió éves kőzeteiben fedezték fel Argentína északnyugati részén. A típusfaj, a Herrerasaurus ischigualastensis a nemhez kapcsolt egyetlen faj, melyről Osvaldo Reig készített leírást 1963-ban. Az Ischisaurus és a Frenguellisaurus nevek a Herrerasaurus szinonimái.
Sok éven át a Herrerasaurus osztályozása tisztázatlan volt, mivel az állathoz tartozóan kezdetben csak nagyon töredékes maradványok kerültek elő; a feltételezések szerint bazális theropoda, bazális sauropodomorpha, bazális hüllőmedencéjű vagy egy nem a dinoszauruszok közé tartozó hüllő lehetett. Egy 1988-ban megtalált majdnem teljes Herrerasaurus csontvázat korai theropodaként vagy legalább öt újabb keletű, a theropodák evolúciójával kapcsolatos áttekintés alapján korai hüllőmedencéjűként osztályoztak. 2009-ben Nesbitt és kollégái megállapították, hogy a Herrerasauridae család bazális tagja, egy olyan csoporté, amelybe a dinoszauruszok evolúciós radiációjának legkorábbi képviselői tartoznak.

## Anatómia
A Herrerasaurus egy könnyű felépítésű, két lábon járó, hosszú farokkal és aránylag kis fejjel rendelkező húsevő volt. A hosszát 3 méterre, a csípőmagasságát pedig 1,1 méterre becsülték. A tömege 210–350 kilogramm körül lehetett. Egy korábban egy másik nem tagjának hitt nagyobb példány koponyája 56 centiméter hosszúságot ért el. A kisebb példányok koponyája csak körülbelül 30 centiméter hosszúra nőtt meg.

### Koponya
A Herrerasaurus hosszú, keskeny koponyájáról szinte minden olyan egyedi tulajdonság hiányzik, ami a későbbi dinoszauruszokra jellemző, sokkal inkább hasonlít az olyan korai archosaurusokéra, mint az Euparkeria. Öt pár nyílás (fenestrae) helyezkedik el rajta, melyek közül két pár a szemek és az orrlyukak számára volt szükséges. A szemek és az orrlyukak között nem található meg a két fenestra antorbitalis, sem a két apró, egy centiméter hosszú hasadékszerű lyuk, a fenestra promaxillaris. A szemek mögött a fenestrae infratemporalis foglal helyet. Ezek a lyukak a koponya tömegének csökkentését szolgálták.
A Herrerasaurus állkapcsához rugalmas ízület tartozott, ami lehetővé tette a hátra és előrecsúszást, így az állat a harapásával képes volt fogni is. Ez a koponya jellegzetesség szokatlan a dinoszauruszok között, de egyes gyíkoknál független módon kifejlődött. Az állkapocs hátsó részén szintén található egy nyílás. Az állcsont nagy méretű, recés, a hús leharapására és elfogyasztására alkalmas fogakkal volt ellátva, a fejet pedig egy karcsú és rugalmas nyak tartotta.

### Lábak
A Herrerasaurus mellső lábainak hossza a hátsók felét érte el. A felkarcsont és az orsócsont elég rövid volt, a kéz azonban meghosszabbodott. Az első két ujj és a hüvelykujj vége görbe, éles, a zsákmány megragadására használható karmokban végződött. A negyedik és az ötödik ujj csak kis, karom nélküli csonk volt.
Kora legtöbb hüllőjétől eltérően a Herrerasaurus teljesen két lábon járt. Erős hátsó lábai rövid combcsontból és hosszú lábfejből álltak, ami azt jelzi, hogy nagy valószínűséggel gyors futó volt. A lábfej öt ujjban végződött, de ezek közül csak három (a II-es, a III-as és a IV-es számú) tartotta az állat súlyát. A külső ujjak (az I-es és az V-ös) kicsik voltak; az elsőn volt egy kisebb méretű karom is. A csigolyák nyúlványai által merevített farok egyensúlyozásra és a sebesség növelésére szolgált.

### Fejlett és kezdetleges jellegzetességek
A talányos Herrerasaurus a dinoszauruszok más csoportjainál is megtalálható, illetve a dinoszauruszok közé nem tartozó archosaurusokra jellemző tulajdonságokkal is rendelkezett. Habár fellelhető volt nála a dinoszauruszok legtöbb jellegzetessége, akadt néhány különbség, főként a csípő és a lábcsontok alakját illetően. A medencéje hasonlított a hüllőmedencéjű dinoszauruszokéra, de egy csontos és csak részben nyílt acetabulum (a combcsont és a csípő találkozási felülete) tartozott hozzá. A medencecsonthoz, a medence fő részéhez bazális tulajdonságként csak két keresztcsont tartozott, a szeméremcsont azonban hátrafelé irányult, ahogyan a fejlettebb dromaeosauridáké és a madaraké. Emellett a szeméremcsont vége az avetheropodákéhoz hasonlóan csizmaszerű volt, a csigolyatest pedig az Allosauruséra jellemző óraüveg formát vett fel.

## Osztályozás
Az egymáshoz hasonló és a dinoszauruszok evolúciós radiációjának legkorábbi, késő triász kori tagjaiként ismert állatokat tartalmazó Herrerasauridae család neve a Herrerasaurustól származik. Az, hogy ez a nem és közeli rokonai hol helyezkednek el a korai dinoszauruszok evolúciós fáján, tisztázatlan. Talán bazális theropodák vagy bazális hüllőmedencéjűek lehettek, de az is elképzelhető, hogy még a hüllőmedencéjűek és madármedencéjűek szétválása előtt éltek. A legújabb (Nesbitt és kollégái által 2009-ben elvégzett) elemzés szerint a Herrerasaurus és herrerasaurida rokonai nagyon bazális theropodák. A helyzetet tovább bonyolítja a szárazföldi állatok maradványait tartalmazó késő triász kori csontmedrek viszonylagos kora körüli bizonytalanság. A klád további tagjai közé tartozhat a Herrerasaurushoz hasonlóan az argentínai Ischigualasto-formációból származó Eoraptor, a dél-brazíliai Santa Maria-formációból származó Staurikosaurus, az arizonai Megkövült Erdő (Petrified Forest) felső részéről, a Chinle-formációból származó Chindesaurus, és talán a texasi Dockum-formációból származó Caseosaurus is, bár a felsorolt állatok közötti kapcsolatok nem teljesen érthetők, és nem minden őslénykutató fogadja el a besorolásukat. Az egyéb lehetséges bazális theropodák, az indiai, késő triász kori Maleri-formációból származó Alwalkeria, és a Brazíliából, a késő triász korból nagyon töredékes maradványok alapján ismert Teyuwasu talán szintén ide tartoznak. Novas (1992-ben) a Herrerasauridae-t olyan csoportként definiálta, amely tartalmazza a Herrerasaurust, a Staurikosaurust és legújabb közös ősüket. Sereno (1998-ban) újradefiniálta a csoportot, belefoglalva a H. ischigualastensist és kizárva a Passer domesticust. Langer (2004-ben) filogenetikus definíciót hozott létre egy magasabb szintű taxon, a Herrerasauria alrendág számára.

## Történet
A Herrerasaurust Osvaldo Reig őslénykutató nevezte el egy andoki kecskepásztor, Victorino Herrera után, aki elsőként fedezte fel az állat felszínre került fosszíliáját San Juan városa közelében, 1959-ben. Ezek a kőzetek, melyekből később az Eoraptor is előkerült, az Ischigualasto-formáció részét képezik, és a késő jura korban, a késő ladin–kora karni korszakok idején jöttek létre. Reig a Herrerasaurusról szóló publikációjában egy ugyaninnen származó másik dinoszauruszt is elnevezett; az Ischisaurus cattoit, amelyről később kiderült, hogy a Herrerasaurus fiatal példánya volt, ezért a név a nem fiatalabb szinonimájává vált. Két másik, koponyamaradványokkal együtt előkerült részleges csontváz számára Fernando Novas 1986-ban a Frenguellisaurus ischigualastensis nevet adta, de ezt a fajt jelenleg szintén szinonimának tekintik.
Reig úgy vélte, hogy a Herrerasaurus egy korai carnosaurus volt, ez az elképzelés azonban sok vitát váltott ki a következő 30 évben, és a nemet ezalatt többféle módon sorolták be. 1970-ben Rodney Steel a Herrerasaurust prosauropodaként osztályozta. Peter Galton 1972-ben nem diagnosztikus nemként sorolta be a hüllőmedencéjűek rendjén kívül. Később egyes kutatók kladisztikai elemzés felhasználásával a Herrerasaurust és a Staurikosaurust a madármedencéjű és hüllőmedencéjű dinoszauruszok különválása előtti fejlődési fa aljánál helyezték el. Több kutató a maradványokat a dinoszauruszok közé nem tartozó hüllőként osztályozta.

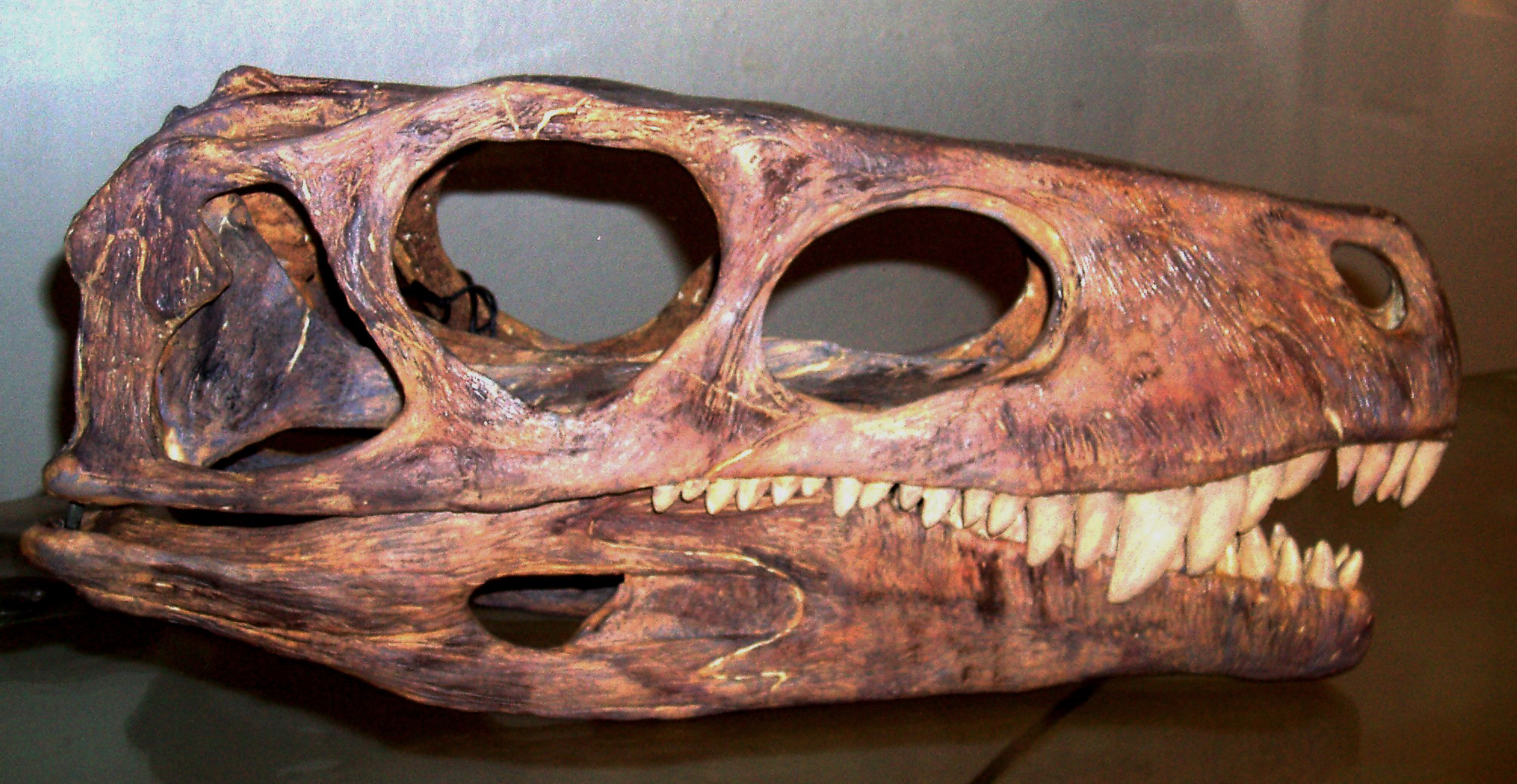

1988-ban, a Paul Sereno által vezetett őslénykutató csapat volt az első, amely teljes Herrerasaurus koponyát fedezett fel. Az új lelet alapján az olyan szerzők, mint Thomas Holtz és Jose Bonaparte a Herrerasaurust a hüllőmedencéjűek evolúciós fájának aljánál, a prosauropodák és a theropodák szétválása előtt helyezték el. Sereno azonban szívesebben osztályozza a Herrerasaurust (és a Herrerasauridae tagjait) kezdetleges theropodaként. Ez a két osztályozás vált a leginkább maradandóvá, Rauhut (2003-ban), majd Bittencourt és Kellner (2004-ben) szintén a korai theropoda elképzelést részesítették előnyben, Max Langer (2004-ben), Langer és Benton (2006-ban), valamint Randall Irmis és szerzőtársai (2007-ben) pedig a bazális hüllőmedencéjű elméletet támogatták. Ha a Herrerasaurus valóban theropoda volt, az azt jelezheti, hogy a theropodák, a sauropodomorphák és a madármedencéjűek korábban, még a középső karni korszak előtt, a herrerasauridákat megelőzően váltak külön, és ezáltal „mindhárom fejlődési vonalon egymástól függetlenül fejlődött ki több dinoszaurusz jellegzetesség, például a fejlettebb bokaízület vagy a nyitott acetabulum”. Ezt a nézetet a nagy, háromujjú és így csak a theropodákhoz köthető lábnyomokat megőrzött nyomfosszíliák is támogatták. E lábnyomok a (középső triász kori) ladin korszakból származnak az argentin Los Rastros-formációból, és 3–5 millió évvel korábbra helyezik a Herrerasaurust.
A Herrerasaurushoz és az Eoraptorhoz hasonló korai dinoszauruszok tanulmányozása fontos kihatással van a dinoszauruszok monofiletikus (egy közös őstől származó) csoportként való elképzelésére. A dinoszauruszok monofíliáját egyértelműen az 1970-es években Peter Galton és Robert T. Bakker fogalmazta meg, akik összegyűjtötték a koponya és koponya alatti (posztkraniális) csontváz szünapomorfiáit (a közös őstől származó közös anatómiai jellemzőket). A későbbi szerzők további szünapomorfiákat találtak. Egy Sereno által 1992-ben készített, a Herrerasaurusról szóló átfogó tanulmány szerint a felsorolt szünapomorfiák közül valójában csak egy koponya és hét további csontvázjellemző származik a közös őstől, a többi csupán a konvergens evolúció eredménye. Sereno-t a Herrerasaurus elemzése arra vezette, hogy több új dinoszaurusz szünapomorfiát állapítson meg.

## Ősökológia
Habár a Herrerasaurus és a nagy húsevő dinoszauruszok alakja hasonló, ez az állat 230 millió évvel ezelőtt élt, abban az időben, amikor a dinoszauruszok még kicsik és jelentéktelenek voltak. Ez nem a dinoszauruszok, hanem a dinoszauruszok közé nem tartozó hüllők kora volt, és egyben fontos fordulópont a Föld ökológiájában. Az Ischigualasto-formáció és a valamivel későbbi Los Colorados-formáció gerinces faunája főként különböző crurotarsi archosaurusokból és synapsidákból állt. Az Ischigualasto-formációban például a dinoszauruszok csak a fosszíliák 6%-át teszik ki. A triász időszak végére a dinoszauruszok váltak a domináns szárazföldi állatokká, a többi archosaurus és a synapsidák sokfélesége és száma pedig lecsökkent.
A tanulmányok szerint az Ischigualasto-formáció őskörnyezete egy erdőkkel borított vulkanikusan aktív ártéri terület volt, melyet erős évszakonkénti esőzések áztattak. Az éghajlat nedves volt és meleg, bár az évszakok változásaitól függött. A növényzetet főként páfrányok (például a Cladophlebis), zsurlók és óriási (a Protojuniperoxylonhoz hasonló) tűlevelűek alkották. Ezekből a növényekből alakultak ki a folyókat szegélyező fennsíki erdők. A Herrerasaurus fosszíliái a leggyakoribb húsevő maradványok az Ischigualasto-formációban. Ez az állat a késő triász kori Dél-Amerika dzsungeleiben élt a másik korai dinoszaurusz, az Eoraptor, valamint az óriás szárazföldi rauisuchia (a négy lábon járó, theropodaszerű koponyával rendelkező húsevő), a Saurosuchus mellett, amely nagyjából hasonlított az ornithosuchidák közé tartozó kisebb termetű Venaticosuchusra és a ragadozó chiniquodontidákra. A húsevőknél sokkal nagyobb számban jelenlevő növényevőket a Hyperodapedonhoz hasonló rhynchosaurusok (csőrös gyíkok), az aetosaurusok (tüskés, páncélos gyíkok), az Ischigualastiához hasonló kannemeyeriida dicynodontiák (zömök, fejnehéz, csőrös, négylábú állatok) és az Exaeretodonhoz hasonló traversodontidák (a dicynodontákhoz hasonló nehéz felsőtestű, négy lábon járó, csőrös synapsidák) képviselték. Ezek a nem dinoszaurusz növényevők jóval gyakoribbak voltak az olyan korai madármedencéjűeknél, mint például a Pisanosaurus.

## Ősbiológia

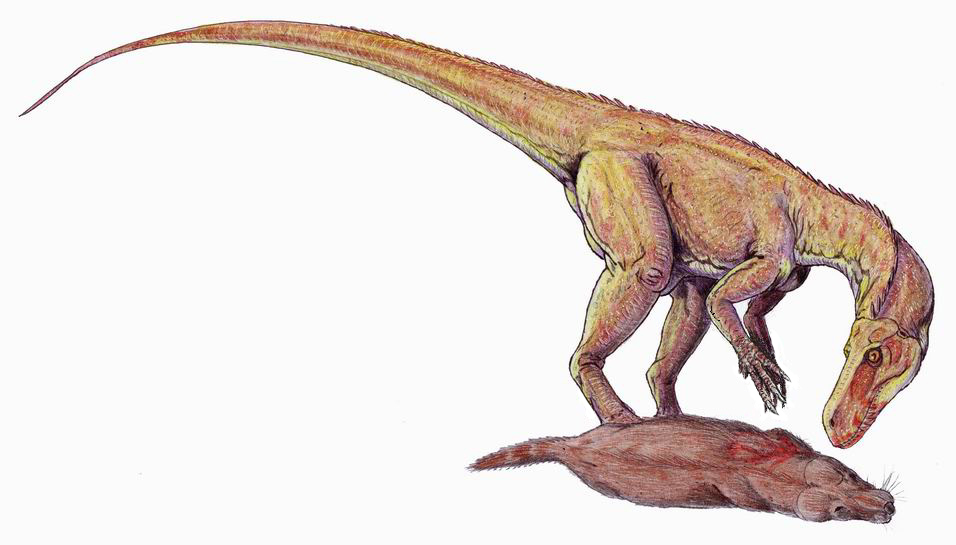
Művészi rekonstrukció egy kis synapsidával táplálkozó Herrerasaurusról

A Herrerasaurus a fogai alapján húsevő volt, amely a méretének megfelelően kis és közepes növényevőkre vadászott. A zsákmányai közé tartozhattak más dinoszauruszok, például a Pisanosaurus, valamint a jóval gyakoribb rhynchosaurusok és synapsidák. Az egyik példány koponyáján talált pontszerű sérülések arra utalnak, hogy a Herrerasaurusszal más állatok táplálkoztak, például az olyan óriás rauisuchiák, mint a Saurosuchus.
Az Ischigualasto-formációban felfedezett, és a bőséges leletanyag alapján a Herrerasaurusénak tulajdonított ürülékfosszíliák kis csontokat tartalmaznak, növényi maradványokat azonban nem. Az ürülékfosszíliák mineralógiai és kémiai elemzése kimutatta, hogy ez a húsevő képes volt a csontok megemésztésére is.

## Fordítás
- Ez a szócikk részben vagy egészben a Herrerasaurus című angol Wikipédia-szócikk ezen változatának fordításán alapul.  Az eredeti cikk szerkesztőit annak laptörténete sorolja fel. Ez a jelzés csupán a megfogalmazás eredetét és a szerzői jogokat jelzi, nem szolgál a cikkben szereplő információk forrásmegjelöléseként.